# HD177765
HD177765 — хімічно пекулярна зоря спектрального класу
A5 й має видиму зоряну величину в смузі V приблизно  9,2.

## Пекулярний хімічний склад
Зоряна атмосфера HD177765 має підвищений вміст 
Cr
.